# Telmatoscopus morulus
Telmatoscopus morulus är en tvåvingeart som först beskrevs av Eaton 1893.  Telmatoscopus morulus ingår i släktet Telmatoscopus och familjen fjärilsmyggor. Inga underarter finns listade i Catalogue of Life.